# Alfred Jolibois (pomme)
Pour les articles homonymes, voir Alfred Jolibois.
‘Alfred Jolibois’ est le nom d'un cultivar de pomme.

## Synonymie
- Joli Bois.
- Jolie Bois[1].

## Origine
Alfred Jolibois, pépiniériste, a obtenu cette pomme par semis à Gurgy (Yonne) avant 1940.

## Description

### Fruit
Une belle ‘Alfred Jolibois’ peut atteindre 350 grammes.
De couleur jaune paille, lavé de rouge à l'insolation, strié de rouge plus foncé, avec des taches jaunes.
Œil grand, fermé, inséré dans une cavité presque nulle et irrégulière.
Pédicelle gros, court, implanté dans une cavité presque nulle et bosselée.
Chair mi-croquante, blanche  avec tendance verdâtre, très sucrée, juteuse et parfumée.
Gros et cylindrique, à sommet peu rétréci, côtelé au pourtour et au sommet, assez régulier à la base.
C'est un fruit de bonne qualité dont la maturité est atteinte en hiver et se conserve jusqu'au printemps (décembre à mai, dans les meilleures conditions).  	
Cette pomme au parfum délicieux est faite d'un mélange subtil de rose, de fraise et de vanille, relevé d'une bonne acidité.

## Arbre
Cultivé en haute tige, en plein vent, la variété est très productive. Sa culture en basse tige ou en forme naine pourrait être développée.

## Pollinisation
- Floraison :  arbre de floraison mi-tardive[2].